# Bifrost (cavalo de troia)
O Bifrost é um programa de computador do tipo trojan de conexão reversa.
Isso significa que ao invés de o atacante ter que se conectar ao IP da vítima, a própria vítima se conecta ao atacante, que normalmente usa um programa de DNS como o NO-IP, o atacante cria um endereço DNS e utiliza o seu endereço DNS como host no trojan server, de modo que quando for executado, o server procura o host na internet, e só vai encontrar se o atacante estiver com o NO-IP ativo, (O DNS resolve um nome para o IP do host), desse modo, o server se conecta a máquina do atacante.
Apesar do programa ter sido criado para fins maliciosos, o Bifrost pode perfeitamente ser usado com boas intenções pois, um técnico ao prestar ajuda remotamente a um cliente, poderia precisar de controlar a máquina remotamente, para facilitar a vida do usuário, e se o técnico explicasse como instalar e configurar um outro programa de auxílio remoto qualquer, ele teria muito trabalho, pois explicar essas configurações complicadas e longas para um usuário leigo, seria no mínimo desanimador.
O bifrost, para poder funcionar corretamente, não precisa de nenhuma intervenção do usuário, pois aliás, o programa assim que o usuário o executa, não mostra nada na tela, basta o usuário clicar e pronto, sem configurar nada, facilitando muito a vida do técnico que bem intencionado, ajuda seu cliente de modo simples e rápido. O fator segurança para isso, também é bastante satisfatório, pois o trojan server, é montado pelo técnico de modo completamente personalizado, assim, o técnico diz ao programa todos os dados: onde o trojan deve se conectar, em que porta e qual a senha.